# Río San Juan (Kolumbien)
Der Río San Juan ist ein etwa 400 km langer Zufluss des Pazifischen Ozeans im Westen Kolumbiens.

## Flusslauf
Der Río San Juan entspringt in der Westkordillere auf einer Höhe von etwa 2200 m. Das Quellgebiet liegt im äußersten Norden des Departamento de Risaralda. Der Río San Juan fließt anfangs 80 km in westlicher Richtung durch das Gebirge. Schließlich erreicht er die Küstenebene. Er passiert bei Flusskilometer 290 die Kleinstadt Tadó und wendet sich anschließend in Richtung Südsüdwest. Bei Flusskilometer 270, bei der Stadt Istmina, kreuzt die Fernstraße I-13 den Fluss. Bei Flusskilometer 248 und 208 münden die Flüsse Río Tamaná und Río Sipí von links in den Río San Juan. 90 km oberhalb der Mündung wendet sich der Río San Juan nach Westen. 65 km oberhalb der Mündung trifft der Río Calima von Süden kommend auf den Río San Juan. Dieser verläuft nördlich der Bucht Bahía Málaga, die im Parque Nacional Natural Uramba Bahía Málaga liegt. Bei Flusskilometer 40 verzweigt der Río San Juan in mehrere Mündungsarme. Das Flussdelta erstreckt sich über eine Fläche von etwa 300 km². Der Mittel- und Unterlauf des Río San Juan liegen im Departamento del Chocó. Auf den letzten 60 Kilometern bildet der Fluss die Grenze zum südlich gelegenen Departamento del Valle del Cauca. 

## Hydrologie
Der Río San Juan entwässert ein Areal von 16.465 km². Der mittlere Abfluss beträgt 2550 m³/s. Damit ist er der wasserreichste Fluss an der kolumbianischen Westküste. Die jährliche Sedimentfracht liegt bei 16 Millionen Tonnen. Das Einzugsgebiet des Río San Juan liegt in der humiden Tropenzone. Diese ist gekennzeichnet durch tropischen Regenwald. Die Temperaturen sind über das Jahr hinweg relativ konstant. Ferner wird das Klima durch starke Niederschläge und hohe Luftfeuchtigkeit geprägt. Gewöhnlich treten an der kolumbianischen Westküste in den Monaten September bis November die höchsten Niederschläge auf. Daneben tritt zwischen April und Juni eine weniger stark ausgeprägte Regensaison auf. Die mittleren monatlichen Abflüsse des Río San Juan (siehe Schaubild) stellen sich entsprechend dar.